# Prvenstvo Hrvatske u hokeju na ledu 1996./97.
Prvenstvo Hrvatske u hokeju na ledu za sezonu 1996./97. je osvojio Medveščak iz Zagreba.

## Sudionici
- INA, Sisak
- Medveščak, Zagreb
- Mladost, Zagreb
- Zagreb - Crodux, Zagreb

## Ljestvica i rezultati

### Ligaški dio
| mj | klub            | ut | pob | ner | por | gol+ | gol- | bod |
| -- | --------------- | -- | --- | --- | --- | ---- | ---- | --- |
| 1. | Medveščak       | 11 | 9   | 2   | 0   | 96   | 31   | 20  |
| 2. | Zagreb - Crodux | 11 | 6   | 3   | 2   | 103  | 38   | 16  |
| 3. | Mladost         | 12 | 4   | 1   | 7   | 59   | 71   | 9   |
| 4. | INA Sisak       | 12 | 0   | 0   | 12  | 20   | 138  | 0   |

### Doigravanje
| klub1                      | serija        | klub2           | rezultati                  |
| poluzavršnica              | poluzavršnica | poluzavršnica   | poluzavršnica              |
| -------------------------- | ------------- | --------------- | -------------------------- |
| INA Sisak                  | 0-2           | Medveščak       | 0:5 bb *, 2:37             |
| Zagreb - Crodux            | 2-1           | Mladost         | 3:2 prod *, 2:4, 6:4 pen * |
|                            |               |                 |                            |
| za treće mjesto            |               |                 |                            |
| Mladost                    | 2-0           | INA Sisak       | 5:0 bb *, 5:0 bb           |
|                            |               |                 |                            |
| za prvaka                  |               |                 |                            |
| Medveščak                  | 3-0           | Zagreb - Crodux | 7:0*, 4:2, 3:2*            |
|                            |               |                 |                            |
| * domaća utakmica za klub1 |               |                 |                            |

## Hrvatski klubovi u međunarodnim natjecanjima
- Kup Europe:
  - Medveščak, Zagreb

## Poveznice i izvori
- passionhockey.com, Prvenstvo Hrvatske u hokeju na ledu 1996./97.
- Kruno Sabolić: Hrvatski športski almanah 1997/1998, Zagreb, 1997.